# Listă a premierilor Italiei
Titlul oficial al prim-ministrului Italiei este Președintele Consiliului Ministrilor (în limba italiană: Presidente del Consiglio dei Ministri).

## Prim-miniștri ai Ialiei din 1861 până în zilele noastre

### Președinți ai Consiliului de Miniștri aiRegatului Italiei
| Președinte la Consiliului de Miniștri aparținând Partito Socialista Riformista Italiano |
| Președinte la Consiliului de Miniștri aparținând Democrației Creștine                   |
| Președinte la Consiliului de Miniștri aparținând Stângii istorice                       |
| Președinte la Consiliului de Miniștri aparținând Dreptei istorice                       |
| Președinte la Consiliului de Miniștri aparținând Partidului Național Fascist            |
| Perioada                                                              | Numele guvernului      | Portret | Președinte al Consiliului de Miniștri |
| --------------------------------------------------------------------- | ---------------------- | ------- | ------------------------------------- |
| Legislatura a VIII-a                                                  |                        |         |                                       |
| 23 martie 1861 - 12 iunie 1861                                        | Guvernul Cavour        |         | Camillo Benso di Cavour               |
| 12 iunie 1861 - 3 martie 1862                                         | Guvernul Ricasoli I    |         | Bettino Ricasoli                      |
| 3 martie 1862 - 8 decembrie 1862                                      | Guvernul Rattazzi I    |         | Urbano Rattazzi                       |
| 8 decembrie 1862 - 24 martie 1863                                     | Guvernul Farini        |         | Luigi Carlo Farini                    |
| Legislatura a IX-a                                                    |                        |         |                                       |
| 24 martie 1863 - 28 septembrie 1864                                   | Guvernul Minghetti I   |         | Marco Minghetti                       |
| 28 septembrie 1864 - 31 decembrie 1865                                | Guvernul La Marmora I  |         | Alfonso Ferrero della Marmora         |
| 31 decembrie 1865 - 20 iunie 1866                                     | Guvernul La Marmora II |         | Alfonso Ferrero della Marmora         |
| 20 iunie 1866 - 10 aprilie 1867                                       | Guvernul Ricasoli II   |         | Bettino Ricasoli                      |
| 10 aprilie 1867 - 27 octombrie 1867                                   | Guvernul Rattazzi II   |         | Urbano Rattazzi                       |
| 27 octombrie 1867 - 5 ianuarie 1868                                   | Guvernul Menabrea I    |         | Federico Luigi di Menabrea            |
| 5 ianuarie 1868 - 13 mai 1869                                         | Guvernul Menabrea II   |         | Federico Luigi di Menabrea            |
| 13 mai 1869 - 14 decembrie 1869                                       | Guvernul Menabrea III  |         | Federico Luigi di Menabrea            |
| Legislatura a XI-a                                                    |                        |         |                                       |
| 14 decembrie 1869 - 10 iulie 1873                                     | Guvernul Lanza         |         | Giovanni Lanza                        |
| Legislatura a XII-a                                                   |                        |         |                                       |
| 10 iulie 1873 - 25 martie 1876                                        | Guvernul Minghetti II  |         | Marco Minghetti                       |
| Legislatura a XIII-a                                                  |                        |         |                                       |
| 25 martie 1876 - 25 decembrie 1877                                    | Guvernul Depretis I    |         | Agostino Depretis                     |
| 26 decembrie 1877 - 24 martie 1878                                    | Guvernul Depretis II   |         | Agostino Depretis                     |
| 24 martie 1878 - 19 decembrie 1878                                    | Guvernul Cairoli I     |         | Benedetto Cairoli                     |
| 19 decembrie 1878 - 14 iulie 1879                                     | Guvernul Depretis III  |         | Agostino Depretis                     |
| 14 iulie 1879 - 25 noiembrie 1879                                     | Guvernul Cairoli II    |         | Benedetto Cairoli                     |
| Legislatura a XIV-a                                                   |                        |         |                                       |
| 25 noiembrie 1879 - 29 mai 1881                                       | Guvernul Cairoli III   |         | Benedetto Cairoli                     |
| Legislatura a XV-a                                                    |                        |         |                                       |
| 29 mai 1881 - 25 mai 1883                                             | Guvernul Depretis IV   |         | Agostino Depretis                     |
| 25 mai 1883 - 30 martie 1884                                          | Guvernul Depretis V    |         | Agostino Depretis                     |
| 30 martie 1884 - 29 iunie 1885                                        | Guvernul Depretis VI   |         | Agostino Depretis                     |
| 29 iunie 1885 - 30 mai 1886                                           | Guvernul Depretis VII  |         | Agostino Depretis                     |
| 30 mai 1886 - 4 aprilie 1887                                          | Guvernul Depretis VIII |         | Agostino Depretis                     |
| Legislatura a XVI-a                                                   |                        |         |                                       |
| 4 aprilie 1887 - 29 iulie 1887                                        | Guvernul Depretis IX   |         | Agostino Depretis                     |
| 29 iulie 1887 - 9 martie 1889                                         | Guvernul Crispi I      |         | Francesco Crispi                      |
| 9 martie 1889 - 6 februarie 1891                                      | Guvernul Crispi II     |         | Francesco Crispi                      |
| [[Legislature del Regno d'Italia/XVII Legislatura\|XVII Legislatura a |                        |         |                                       |
| 6 februarie 1891 - 15 mai 1892                                        | Guvernul Starrabba I   |         | Antonio Starrabba di Rudinì           |
| Legislatura a XVIII-a                                                 |                        |         |                                       |
| 15 mai 1892 - 15 decembrie 1893                                       | Guvernul Giolitti I    |         | Giovanni Giolitti                     |
| Legislatura a XIX-a                                                   |                        |         |                                       |
| 15 decembrie 1893 - 10 martie 1896                                    | Guvernul Crispi III    |         | Francesco Crispi                      |
| 10 martie 1896 - 11 iulie 1896                                        | Guvernul Starrabba II  |         | Antonio Starrabba di Rudinì           |
| Legislatura a XX-a                                                    |                        |         |                                       |
| 11 iulie 1896 - 14 decembrie 1897                                     | Guvernul Starrabba III |         | Antonio Starrabba di Rudinì           |
| 14 decembrie 1897 - 1 iunie 1898                                      | Guvernul Starrabba IV  |         | Antonio Starrabba di Rudinì           |
| 1 iunie 1898 - 29 iunie 1898                                          | Guvernul Starrabba V   |         | Antonio Starrabba di Rudinì           |
| 29 iunie 1898 - 14 mai 1899                                           | Guvernul Pelloux I     |         | generalul Luigi Pelloux               |
| 14 mai 1899 - 24 iunie 1900                                           | Guvernul Pelloux II    |         | generalul Luigi Pelloux               |
| Legislatura a XXI-a                                                   |                        |         |                                       |
| 24 iunie 1900 - 15 februarie 1901                                     | Guvernul Saracco       |         | Giuseppe Saracco                      |
| 15 februarie 1901 - 3 septembrie 1903                                 | Guvernul Zanardelli    |         | Giuseppe Zanardelli                   |
| Legislatura a XXII-a                                                  |                        |         |                                       |
| 3 septembrie 1903 - 12 martie 1905                                    | Guvernul Giolitti II   |         | Giovanni Giolitti                     |
| 12 martie 1905 - 27 martie 1905                                       | Guvernul Tittoni       |         | Tommaso Tittoni                       |
| 28 martie 1905 - 24 decembrie 1905                                    | Guvernul Fortis I      |         | Alessandro Fortis                     |
| 24 decembrie 1905 - 8 februarie 1906                                  | Guvernul Fortis II     |         | Alessandro Fortis                     |
| 8 februarie 1906 - 29 mai 1906                                        | Guvernul Sonnino I     |         | Sidney Sonnino                        |
| Legislatura a XXIII-a                                                 |                        |         |                                       |
| 29 mai 1906 - 11 decembrie 1909                                       | Guvernul Giolitti III  |         | Giovanni Giolitti                     |
| 11 decembrie 1909 - 31 martie 1910                                    | Guvernul Sonnino II    |         | Sidney Sonnino                        |
| 31 martie 1910 - 29 martie 1911                                       | Guvernul Luzzatti      |         | Luigi Luzzatti                        |
| Legislatura a XXIV-a                                                  |                        |         |                                       |
| 30 martie 1911 - 21 martie 1914                                       | Guvernul Giolitti IV   |         | Giovanni Giolitti                     |
| 21 martie 1914 - 5 noiembrie 1914                                     | Guvernul Salandra I    |         | Antonio Salandra                      |
| 5 noiembrie 1914 - 18 iunie 1916                                      | Guvernul Salandra II   |         | Antonio Salandra                      |
| 18 iunie 1916 - 30 octombrie 1917                                     | Guvernul Boselli       |         | Paolo Boselli                         |
| 30 octombrie 1917 - 23 iunie 1919                                     | Guvernul Orlando       |         | Vittorio Emanuele Orlando             |
| Legislatura a XXV-a                                                   |                        |         |                                       |
| 23 iunie 1919 - 21 mai 1920                                           | Guvernul Nitti I       |         | Francesco Saverio Nitti               |
| 21 mai 1920 - 15 iunie 1920                                           | Guvernul Nitti II      |         | Francesco Saverio Nitti               |
| 15 iunie 1920 - 4 iulie 1921                                          | Guvernul Giolitti V    |         | Giovanni Giolitti                     |
| Legislatura a XXVI-a                                                  |                        |         |                                       |
| 4 iulie 1921 - 26 februarie 1922                                      | Guvernul Bonomi I      |         | Ivanoe Bonomi                         |
| 26 februarie 1922 - 1 august 1922                                     | Guvernul Facta I       |         | Luigi Facta                           |
| 1 august 1922 - 31 octombrie 1922                                     | Guvernul Facta II      |         | Luigi Facta                           |
| Legislaturile a XXVI-a, XXVII-a, XXVIII-a, XXIX-a și a XXX-a          |                        |         |                                       |
| 31 octombrie 1922 - 25 iulie 1943                                     | Guvernul Mussolini     |         | Benito Mussolini                      |
| Legislatura a XXX-a (doar Senatul)                                    |                        |         |                                       |
| 25 iulie 1943 - 17 aprilie 1944                                       | Guvernul Badoglio I    |         | generalul Pietro Badoglio             |
| 22 aprilie 1944 - 8 iunie 1944                                        | Guvernul Badoglio II   |         | generalul Pietro Badoglio             |
| Locoteneța principelui Piemontului Umberto al II-lea                  |                        |         |                                       |
| 18 iunie 1944 - 10 decembrie 1944                                     | Guvernul Bonomi II     |         | Ivanoe Bonomi                         |
| 12 decembrie 1944 - 19 iunie 1945                                     | Guvernul Bonomi III    |         | Ivanoe Bonomi                         |
| 21 iunie 1945 - 8 decembrie 1945                                      | Guvernul Parri         |         | Ferruccio Parri                       |
| 10 decembrie 1945 - 13 iulie 1946                                     | Guvernul De Gasperi I  |         | Alcide De Gasperi                     |

### Președinți ai Consiliului de Miniștri aiRepublicii Italiene
| Președinte la Consiliului de Miniștri aparținând al Partito Socialista Italiano sau coaliției Măslinul+Partidul Democrat (PD) |
| Președinte la Consiliului de Miniștri susținuți de Centrul-stânga                                                             |
| Președinte la Consiliului de Miniștri aparținând Partdului Republican Italian (PRI)                                           |
| Președinte la Consiliului de Miniștri aparținând Democrației Creștine (DC)                                                    |
| Președinte la Consiliului de Miniștri aparținând Forza Italia (FI) sau Il Popolo della Libertà (PdL)                          |
| Periada                               | Numele guvernului        | Președinte al Consiliului de Miniștri | Imagine | Partid                               | Coaliție                                   |
| ------------------------------------- | ------------------------ | ------------------------------------- | ------- | ------------------------------------ | ------------------------------------------ |
| Adunarea Constituantă                 |                          |                                       |         |                                      |                                            |
| 13 iulie 1946 - 2 februarie 1947      | Guvernul De Gasperi II   | Alcide De Gasperi                     |         | Democrazia Cristiana                 | DC-PSI-PCI-PRI                             |
| 2 februarie 1947 - 31 mai 1947        | Guvernul De Gasperi III  | Alcide De Gasperi                     |         | Democrazia Cristiana                 | DC-PSI-PCI                                 |
| 31 mai 1947 - 23 mai 1948             | Guvernul De Gasperi IV   | Alcide De Gasperi                     |         | Democrazia Cristiana                 | DC-PSDI-PLI-PRI                            |
| Legislatura I                         |                          |                                       |         |                                      |                                            |
| 23 mai 1948 - 27 ianuarie 1950        | Guvernul De Gasperi V    | Alcide De Gasperi                     |         | Democrazia Cristiana                 | DC-PSDI-PLI-PRI                            |
| 27 ianuarie 1950 - 26 iulie 1951      | Guvernul De Gasperi VI   | Alcide De Gasperi                     |         | Democrazia Cristiana                 | DC-PSDI-PRI                                |
| 26 iulie 1951 - 16 iulie 1953         | Guvernul De Gasperi VII  | Alcide De Gasperi                     |         | Democrazia Cristiana                 | DC-PRI                                     |
| Legislatura a II-a                    |                          |                                       |         |                                      |                                            |
| 16 iulie 1953 - 17 august 1953        | Guvernul De Gasperi VIII | Alcide De Gasperi                     |         | Democrazia Cristiana                 | DC                                         |
| 17 august 1953 - 18 ianuarie 1954     | Guvernul Pella           | Giuseppe Pella                        |         | Democrazia Cristiana                 | DC                                         |
| 18 ianuarie 1954 - 10 februarie 1954  | Guvernul Fanfani I       | Amintore Fanfani                      |         | Democrazia Cristiana                 | DC                                         |
| 10 februarie 1954 - 6 iulie 1955      | Guvernul Scelba          | Mario Scelba                          |         | Democrazia Cristiana                 | DC-PSDI-PLI                                |
| 6 iulie 1955 - 19 mai 1957            | Guvernul Segni I         | Antonio Segni                         |         | Democrazia Cristiana                 | DC-PSDI-PLI                                |
| 19 mai 1957 - 1 iulie 1958            | Guvernul Zoli            | Adone Zoli                            |         | Democrazia Cristiana                 | DC                                         |
| Legislatura a III-a                   |                          |                                       |         |                                      |                                            |
| 1 iulie 1958 - 15 februarie 1959      | Guvernul Fanfani II      | Amintore Fanfani                      |         | Democrazia Cristiana                 | DC-PSDI                                    |
| 15 februarie 1959 - 25 martie 1960    | Guvernul Segni II        | Antonio Segni                         |         | Democrazia Cristiana                 | DC                                         |
| 25 martie 1960 - 26 iulie 1960        | Guvernul Tambroni        | Fernando Tambroni                     |         | Democrazia Cristiana                 | DC                                         |
| 26 iulie 1960 - 21 februarie 1962     | Guvernul Fanfani III     | Amintore Fanfani                      |         | Democrazia Cristiana                 | DC                                         |
| 21 februarie 1962 - 21 iunie 1963     | Guvernul Fanfani IV      | Amintore Fanfani                      |         | Democrazia Cristiana                 | DC-PSDI-PRI                                |
| Legislatura a IV-a                    |                          |                                       |         |                                      |                                            |
| 21 iunie 1963 - 4 decembrie 1963      | Guvernul Leone I         | Giovanni Leone                        |         | Democrazia Cristiana                 | DC                                         |
| 4 decembrie 1963 - 22 iulie 1964      | Guvernul Moro I          | Aldo Moro                             |         | Democrazia Cristiana                 | DC-PSI-PSDI-PRI                            |
| 22 iulie 1964 - 23 februarie 1966     | Guvernul Moro II         | Aldo Moro                             |         | Democrazia Cristiana                 | DC-PSI-PSDI-PRI                            |
| 23 februarie 1966 - 24 iunie 1968     | Guvernul Moro III        | Aldo Moro                             |         | Democrazia Cristiana                 | DC-PSI-PSDI-PRI                            |
| Legislatura a V-a                     |                          |                                       |         |                                      |                                            |
| 24 iunie 1968 - 12 decembrie 1968     | Guvernul Leone II        | Giovanni Leone                        |         | Democrazia Cristiana                 | DC                                         |
| 12 decembrie 1968 - 5 august 1969     | Guvernul Rumor I         | Mariano Rumor                         |         | Democrazia Cristiana                 | DC-PSI-PSDI-PRI                            |
| 5 august 1969 - 27 martie 1970        | Guvernul Rumor II        | Mariano Rumor                         |         | Democrazia Cristiana                 | DC                                         |
| 27 martie 1970 - 6 august 1970        | Guvernul Rumor III       | Mariano Rumor                         |         | Democrazia Cristiana                 | DC-PSI-PSDI-PRI                            |
| 6 august 1970 - 17 februarie 1972     | Guvernul Colombo]]       | Emilio Colombo                        |         | Democrazia Cristiana                 | DC-PSI-PSDI-PRI                            |
| 17 februarie 1972 - 26 iunie 1972     | Guvernul Andreotti I     | Giulio Andreotti                      |         | Democrazia Cristiana                 | DC                                         |
| Legislatura a VI-a                    |                          |                                       |         |                                      |                                            |
| 26 iunie 1972 - 7 iulie 1973          | Guvernul Andreotti II    | Giulio Andreotti                      |         | Democrazia Cristiana                 | DC-PSDI-PLI                                |
| 7 iulie 1973 - 14 martie 1974         | Guvernul Rumor IV        | Mariano Rumor                         |         | Democrazia Cristiana                 | DC-PSI-PSDI-PRI                            |
| 14 martie 1974 - 23 noiembrie 1974    | Guvernul Rumor V         | Mariano Rumor                         |         | Democrazia Cristiana                 | DC-PSI-PSDI                                |
| 23 noiembrie 1974 - 12 februarie 1976 | Guvernul Moro IV         | Aldo Moro                             |         | Democrazia Cristiana                 | DC-PRI                                     |
| 12 februarie 1976 - 29 iulie 1976     | Guvernul Moro V          | Aldo Moro                             |         | Democrazia Cristiana                 | DC                                         |
| Legislatura a VII-a                   |                          |                                       |         |                                      |                                            |
| 29 iulie 1976 - 11 martie 1978        | Guvernul Andreotti III   | Giulio Andreotti                      |         | Democrazia Cristiana                 | DC                                         |
| 11 martie 1978 - 20 martie 1979       | Guvernul Andreotti IV    | Giulio Andreotti                      |         | Democrazia Cristiana                 | DC                                         |
| 20 martie 1979 - 4 august 1979        | Guvernul Andreotti V     | Giulio Andreotti                      |         | Democrazia Cristiana                 | DC-PSDI-PRI                                |
| Legislatura a VIII-a                  |                          |                                       |         |                                      |                                            |
| 4 august 1979 - 4 aprilie 1980        | Guvernul Cossiga I       | Francesco Cossiga                     |         | Democrazia Cristiana                 | DC-PSDI-PLI                                |
| 4 aprilie 1980 - 18 octombrie 1980    | Guvernul Cossiga II      | Francesco Cossiga                     |         | Democrazia Cristiana                 | DC-PSI-PRI                                 |
| 18 octombrie 1980 - 28 iunie 1981     | Guvernul Forlani         | Arnaldo Forlani                       |         | Democrazia Cristiana                 | DC-PSI-PSDI-PRI                            |
| 28 iunie 1981 - 23 august 1982        | Guvernul Spadolini I     | Giovanni Spadolini                    |         | [[Partito Repubblicano Italiano\|PRI | DC-PSI-PSDI-PRI-PLI                        |
| 23 august 1982 - 1 decembrie 1982     | Guvernul Spadolini II    | Giovanni Spadolini                    |         | Partito Repubblicano Italiano        | DC-PSI-PSDI-PRI-PLI                        |
| 1 decembrie 1982 - 4 august 1983      | Guvernul Fanfani V       | Amintore Fanfani                      |         | Democrazia Cristiana                 | DC-PSI-PSDI-PLI                            |
| Legislatura a IX-a                    |                          |                                       |         |                                      |                                            |
| 4 august 1983 - 1 august 1986         | Guvernul Craxi I         | Bettino Craxi                         |         | Partito Socialista Italiano          | DC-PSI-PRI-PSDI-PLI                        |
| 1 august 1986 - 17 aprilie 1987       | Guvernul Craxi II        | Bettino Craxi                         |         | Partito Socialista Italiano          | DC-PSI-PRI-PSDI-PLI                        |
| 17 aprilie 1987 - 28 iulie 1987       | Guvernul Fanfani VI      | Amintore Fanfani                      |         | Democrazia Cristiana                 | DC                                         |
| Legislatura a X-a                     |                          |                                       |         |                                      |                                            |
| 28 iulie 1987 - 13 aprilie 1988       | Guvernul Goria           | Giovanni Goria                        |         | Democrazia Cristiana                 | DC-PSI-PRI-PSDI-PLI                        |
| 13 aprilie 1988 - 22 iulie 1989       | Guvernul De Mita         | Ciriaco de Mita                       |         | Democrazia Cristiana                 | DC-PSI-PRI-PSDI-PLI                        |
| 22 iulie 1989 - 12 aprilie 1991       | Guvernul Andreotti VI    | Giulio Andreotti                      |         | Democrazia Cristiana                 | DC-PSI-PRI-PSDI-PLI                        |
| 12 aprilie 1991 - 28 iunie 1992       | Guvernul Andreotti VII   | Giulio Andreotti                      |         | Democrazia Cristiana                 | DC-PSI-PSDI-PLI                            |
| Legislatura a XI-a                    |                          |                                       |         |                                      |                                            |
| 28 iunie 1992 - 28 aprilie 1993       | Guvernul Amato I         | Giuliano Amato                        |         | Partito Socialista Italiano          | DC-PSI-PLI-PSDI                            |
| 28 aprilie 1993 - 10 mai 1994         | Guvernul Ciampi          | Carlo Azeglio Ciampi                  |         | Independent                          | DC-PSI-PLI-PSDI și independenții de stânga |
| Legislatura a XII-a                   |                          |                                       |         |                                      |                                            |
| 10 mai 1994 - 17 ianuarie 1995        | Guvernul Berlusconi I    | Silvio Berlusconi                     |         | Forza Italia                         | FI-AN-LN-CCD                               |
| 17 ianuarie 1995 - 18 mai 1996        | Guvernul Dini            | Lamberto Dini                         |         | Independent                          | Guvern de tehnocrați                       |
| Legislatura a XIII-a                  |                          |                                       |         |                                      |                                            |
| 18 mai 1996 - 21 octombrie 1998       | Guvernul Prodi I         | Romano Prodi                          |         | L'Ulivo                              | PDS-PPI-RI-FV                              |
| 21 octombrie 1998 - 22 decembrie 1999 | Guvernul D'Alema I       | Massimo D'Alema                       |         | Democratici di Sinistra              | DS-PPI-RI-FV-PDCI-SDI-UDR                  |
| 22 decembrie 1999 - 25 aprilie 2000   | Guvernul D'Alema II      | Massimo D'Alema                       |         | Democratici di Sinistra              | DS-PPI-RI-FV-PDCI-DEMO-UDEUR               |
| 25 aprilie 2000 - 11 iunie 2001       | Guvernul Amato II        | Giuliano Amato                        |         | L’Ulivo                              | DS-PPI-RI-FV-PDCI-SDI-DEMO-UDEUR           |
| Legislatura a XIV-a                   |                          |                                       |         |                                      |                                            |
| 11 iunie 2001 - 23 aprilie 2005       | Guvernul Berlusconi II   | Silvio Berlusconi                     |         | Forza Italia                         | FI-AN-LN-UDC                               |
| 23 aprilie 2005 - 17 mai 2006         | Guvernul Berlusconi III  | Silvio Berlusconi                     |         | Forza Italia                         | FI-AN-LN-UDC                               |
| Legislatura a XV-a                    |                          |                                       |         |                                      |                                            |
| 17 mai 2006 – 8 mai 2008              | Guvernul Prodi II        | Romano Prodi                          |         | L'Ulivo                              | DS-DL-PRC-RNP-PDCI-IDV-FV-UDEUR            |
| Legislatura a XVI-a                   |                          |                                       |         |                                      |                                            |
| 8 mai 2008 - 16 noiembrie 2011        | Guvernul Berlusconi IV   | Silvio Berlusconi                     |         | Il Popolo della Libertà              | PdL-LN-MpA                                 |
| 16 noiembrie 2011 - 28 aprilie 2013   | Guvernul Monti           | Mario Monti                           |         | Independent                          | Guvern de tehnocrați                       |
| Legislatura a XVII-a                  |                          |                                       |         |                                      |                                            |
| 28 aprilie 2013 - 22 februarie 2014   | Guvernul Letta           | Enrico Letta                          |         | Partidul Democrat                    | PD-PdL-SC                                  |
| 22 februarie 2014 - 12 decembrie 2016 | Guvernul Renzi           | Matteo Renzi                          |         | Partidul Democrat                    | PD-PdL-SC                                  |
| 12 decembrie 2016 - 1 iunie 2018      | Guvernul Gentiloni       | Paolo Gentiloni                       |         | Partidul Democrat                    | PD-NCD/AP-CpE                              |
| 1 iunie 2018 - 5 septembrie 2019      | Guvernul Conte I         | Giuseppe Conte                        |         | Independent                          | Guvern de tehnocrați                       |
| 5 septembrie 2019 - 13 februarie 2021 | Guvernul Conte II        | Giuseppe Conte                        |         | Independent                          | Guvern de tehnocrați                       |
| Legislatura a XVIII-a                 |                          |                                       |         |                                      |                                            |
| 13 februarie 2021 - 22 octombrie 2022 | Guvernul Draghi          | Mario Draghi                          |         | Independent                          | Guvern de tehnocrați                       |
| Legislatura a XIX-a                   |                          |                                       |         |                                      |                                            |
| 22 octombrie 2022 -                   | Guvernul Meloni          | Giorgia Meloni                        |         | Frații Italiei                       | FdI-LN-FI                                  |

### Abrevieri
- DC: Democrația Creștină
- PCI: Partidul Comunist Italian
- PLI: Partidul Liberal Italian
- PRI: Partidul Republican Italian
- PSDI: Partidul Socialist Democrat Italian
- PSI: Partidul Socialist Italian
- AN: Alianța Națională
- FI: Forza Italia
- FV: Federația Verzilor
- IDV: Italia Valorilor
- LN: Liga Nordului
- PD: Partidul Democrat
  - urmaș al DS: Democrații de Stânga
    - urmaș al PDS: Partidul Democrat de Stânga

  - urmaș al DL: Democrația e Libertate - Margareta
    - urmaș al PPI: Partidul Popular Italian
    - urmaș al RI: Reînnoirea Italiană
    - urmaș al DEMO: Democrații
- PDCI: Comuniștii Italieni
- PRC: Partidul Refondării Comuniste
- RNP: Rosa nel Pugno (Trandafirul în Pumn)
  - urmaș al SDI: Socialiștii Democrați Italieni
- UDC: Uniunea Democrată de Centru
  - urmaș al CCD: Centrul Creștin Democrat
- UDEUR: Uniunea Popularilor Europeni
  - urmaș all' UDR: Uniunea Democrată pentru Republică
- PdL: Il Popolo della Libertà
- FdI: Frații Italiei (în italiană Fratelli d'Italia)

## Premierii cu cel mai mare număr de guverne
| Număr de guverne | Premier |
| ---------------- | --- |
| 7                | Alcide De Gasperi |
| 7                | Giulio Andreotti |
| 6                | Amintore Fanfani |
| 5                | Aldo Moro Mariano Rumor |
| 3                | Silvio Berlusconi |
| 2                | Giuliano Amato Francesco Cossiga Romano Prodi Bettino Craxi Massimo D'Alema Giovanni Leone Antonio Segni Giovanni Spadolini |